# Човекът с пушка
„Човекът с пушка“ (на руски: Человек с ружьём) е съветски пълнометражен, черно-бял, историко-революционен игрален филм, поставен в студиото „Ленфилм“ през 1938 г. от режисьора Сергей Юткевич. Първият филм от филмовата трилогия, базирана на произведенията на Николай Погодин: "Човекът с пушка", "Кремълски камбани" и "Трета патетика".

## Сюжет
Внимание:  Текстът по-долу разкрива сюжета на произведението (или части от него)!
Събитията се развиват в Русия през 1917 г. по време на Октомврийската революция. Положението по фронтовете е тежко, войските на генерал Краснов се приближават към столицата. Иван Шадрин, бивш селянин, а сега войник, е изпратен от другари войници от германския фронт в революционен Петроград, за да предаде на Ленин писмо с въпроси от неговите другари.
Централната сцена във филма е първата среща между Шадрин и Ленин. Войник с пушка и чайник се скита из Смолни в търсене на вряща вода. Той случайно се натъква на нисък мъж в костюм от три части, който му отделя време, проявява голяма загриженост за нуждите му и отговаря на всички въпроси. Самият Шадрин все още не знае с кого е разговарял току-що, но охраната му съобщава, че този събеседник е В. И. Ленин. Шадрин изпада в неописуем възторг и от устните му излиза фразата: „Братя! другари! Говорих с Ленин!“ След това войникът се връща на фронта.
По време на разузнавателен рейд в Царское село Шадрин почти залавя бял генерал, но го пуска. По време на случайна среща с Ленин и Сталин, Димов им разказва за този епизод, който много забавлява лидерите. Шадрин попада тук случайно... Ленин и Сталин го насърчават, казвайки, че "друг път войникът няма да се стеснява пред генерал!"
Шадрин отново се бие на фронта, защитавайки Петроград. След завръщането си в града той присъства във фабриката Путилов по време на речта на Ленин там.

## Снимачен екип
- Сценарий: Николай Погодин
- Режисьор: Сергей Юткевич
- Режисьори: Павел Арманд, Мария Итина
- Главен оператор: Йосиф Мартов
- Художник: Александър Блек
- Композитор: Дмитрий Шостакович
- Текст и музика на песента: Павел Арманд
- Звукоинженер: Константин Гордън
- Асистент на режисьора: А. Голдбрут
- Втори оператор: Г. Максимов
- Асистент на оператора: Вячеслав Фастович
- Помощник на художника: М. Рафалович
- Гримьор: Антон Анян
- Редактор: Валентина Миронова
- Режисьор на картината: Яков Анцелович[1]:

## Песни
Във филма се изпълнява песня "Облаците над града се издигнаха ..." (на руски: Тучи над городом встали...)

## Актьорски състав
- Максим Щраух - В. И. Ленин
- Михаил Геловани - И. В. Сталин (в оригиналната версия на филма)
- Борис Тенин — Иван Шадрин
- Владимир Лукин — Николай Чибисов
- Зоя Фьодорова - Катя
- Фаина Раневская - собственик на имението, спиритическа сесия (некредитирана)
- Борис Чирков - Евтушенко
- Николай Черкасов – общ
- Николай Соснин - милионер Захар Захарович Сибирцев
- Серафима Бирман като Варвара Ивановна, неговата съпруга
- Марк Бернес - Костя Жигильов
- Степан Каюков – Андрей Дымов, моряк
- Павел Суханов - пленен Матушкин
- Константин Сорокин - караул
- Николай Крючков - Сидоров
- Павел Кадочников - войник със семена
- Михаил Яншин - офицер, гост на сеанс
- Юрий Толубеев - революционен моряк
- Пьотър Алейников - войник
- Владимир Волчик - войник
- Елизавета Уварова - водеща
- Василий Ванин - генералски батман

## Награди
- Максим Щраух получава Ленинската награда на СССР през 1959 г. за приноса си в създаването на образа на В. И. Ленин в няколко филма.
- Марк Бернес беше награден с Ордена на почетния знак за работата си във филма.

## Място в историята на изкуството
„Човекът с пушка“, заедно с филмите „Ленин през октомври“ и „Ленин през 1918 г.“, е най-известната картина в съветската филмова лениниана и пропаганда. Образите на Ленин, създадени от Щраух и Шчукин, се считат за класическо въплъщение на вожда на световния пролетариат на филмовия екран, обобщавайки неговия идеализиран образ на "най-хуманния човек". Крупская смята Ленин на Щраух за най-надеждното въплъщение на образа на лидера. Впоследствие Юткевич многократно се връща в работата си към темата за Ленин и неговото значение в историята. Филмът "Човекът с пушка" наистина отвори широката публика за актьора Марк Бернес и му донесе голяма слава. В този филм Бернес изпълни популярната песен "Облаците над града се издигнаха...".